# Balassagyarmati VSE
A Balassagyarmati Városi Sportegyesület Balassagyarmat egyik labdarúgócsapata. Az 1902-ben alapított csapat színe megegyezik a város színével, a kék-fehérrel. A magyar labdarúgó-bajnokság harmadosztály Keleti csoportjában játszik.

## Története

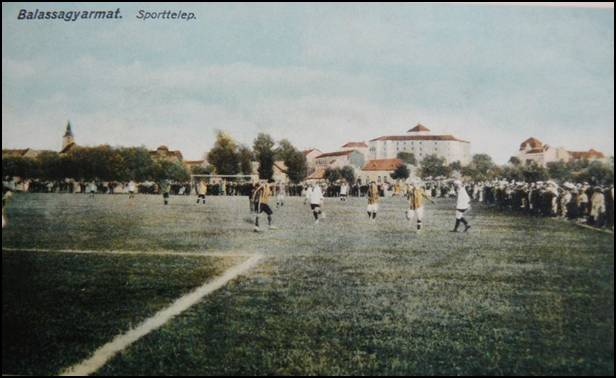
Futballpálya a 20. század elején a kishíd mellett

A Balassagyarmati VSE története 1901. augusztus 4-ig nyúlik vissza. Ekkor játszott először a Balassagyarmat Torna Egylet a házigazda Besztercebánya ellen. A játék eredménye 4:4 lett, a visszavágót már Balassagyarmaton játszották le, 3:2-es hazai győzelemmel. A sportegyesület hivatalosan 1902. március 12-én alakult meg, ekkortól kezdve az egyesület színe a kék-fehér, a hazai pályájuk pedig a kishíd mellett felavatott labdarúgópálya lett. Ez a pálya szinte ugyanott volt, mint a 100 évvel később épült Ipoly-parti sport- és szabadidőcentrum. 1902. július 20-án Balassagyarmat a Műegyetemi Football Clubbot fogadta a csapat. A következő években több budapesti csapattal játszott barátságos mérközést, köztük a MAC-cal, Törekvéssel és a Tipográfiával.
A BSE az 1910/11-ben kezdte meg szereplését a bajnokságokon, a pestvidéki kerületi csoportban, ahol Balassagyarmat mellett Kecskemét és Monor futballcsapata is játszott. Az 1920/21-es idényt a hatvani alosztályban Hatvan AC mögött, 2. helyen végzett a csapat. 1929-ben a csapat a Balassagyarmati Torna Egyesület nevet kapta, 1932-ben egyesült a MOVE csapatával, és Balassa Torna és Sport Egyletként szerepelt a Közép Magyar bajnokságban, ahonnan kiesve, majd később visszakerülve Szolnok mögött 2. helyen végzett. 1940-től az NB III-ban játszott 1945-ös megszűnésig.
A következő években több labdarúgócsapat is alapult a városban. 1943-ban a Balassagyarmati MÁV SE, 1945-ben alapult Barátság SE, 1953-ban a Dózsa és 1963-ban a Balassagyarmati Volán. Balassagyarmatnak újra 1969-ben lett csapata a városi egyesületek egyesülésével. 1970-ben újra az NB III-ban játszott, miután a megye I-ben első helyen végzett. Ugyanebben az évben egyesült a Dózsával Balassagyarmati Sportegyesület néven. A sportegyesület az 1977/78-as szezonban 4. helyen végzet, amivel a NB II-be feljutott. 1986-ban a csapat a Balassagyarmati Határőrvárosi Sportegyesület, 1992-ben a Balassagyarmati Labdarúgó Club nevet vette fel. Az 1994/95-ös szezonban az egyesület kiesett a nemzeti bajnokságból, a megye I. osztályt pedig az 1995/96-os szezonban Balassagyarmat SE-Nógrád Volán néven kezdte. 1996/97-ben ezüstéremmel tért vissza az NB III-ba.
2000-ben NB III-as aranyéremmel jutott fel a másodosztályba. 2001/02-es szezonba a csapat Kovács Kálmán vezetésével felkerült az NB I/B-be, ahonnan anyagi gondok miatt 2004-ben csak az NB III Mátra csoportjában tudta folytatni, de a labdarúgó szövetség egy osztállyal lejjebb sorolta az egyesületet, de még így is a BSE egy év kihagyás után 2006/07-es szezont már az NB III-ban tudta kezdeni, és itt is maradt 2012-ig, amikor 14. helyezettként kiestek a megyei bajnokság első osztályba.
A sportegyesület 2016-ban átköltözött az Ipoly-partra, az újonnan épült Kövi Pál Sportközpontba, ugyanis a városi önkormányzat ipari célokra akarja felhasználni korábbi pályájuk, a Nagyligeti Sporttelep területét.
A 2017-es bajnokságukat követően a csapat ismét felkerült a magyar bajnokság harmadosztályába, azonban a szezon végén ki is estek a bajnokságból. Ez alkalommal csupán egy évet töltött a megyei bajnokságban a BSE, 2019 őszétől ismét a harmadosztályban folytathatja a szereplést.

## Eredmények
| Bajnokság | Év        | M  | Gy | D | V  | Rg  | Kg | P  | Eredmény |
| --------- | --------- | -- | -- | - | -- | --- | -- | -- | -------- |
| Megye I   | 2018–2019 | 26 | 20 | 5 | 1  | 71  | 13 | 65 | 1.       |
| NB III    | 2017–2018 | 28 | 6  | 7 | 15 | 33  | 59 | 25 | 14.      |
| Megye I   | 2016–2017 | 24 | 21 | 3 | 0  | 113 | 8  | 66 | 1.       |
| Megye I   | 2015–2016 | 26 | 18 | 3 | 5  | 65  | 17 | 57 | 4.       |
| Megye I   | 2014–2015 | 26 | 14 | 6 | 6  | 45  | 22 | 48 | 4.       |
| Megye I   | 2013–2014 | 30 | 13 | 7 | 10 | 42  | 29 | 30 | 12.      |
| Megye I   | 2012–2013 | 28 | 16 | 4 | 8  | 53  | 26 | 52 | 4.       |
| NB III    | 2011–2012 | 28 | 4  | 1 | 23 | 22  | 58 | 13 | 14.      |
| NB III    | 2010–2011 | 30 | 6  | 6 | 18 | 20  | 55 | 24 | 15.      |
| NB III    | 2009–2010 | 26 | 12 | 5 | 9  | 35  | 26 | 41 | 6.       |

### Sikerek
Nemzeti Bajnokság III, Közép csoport
- Ezüst 2021/2022

Nemzeti Bajnokság II, Közép (Winner Sport) csoport
- Arany 2001/2002
- Bronz 2000/2001

Nemzeti Bajnokság III, Mátra „B” csoport (kvalifikáció)
- Arany 1990/2000

Nógrád megyei I. osztály
- Arany 1969, 1974/1975, 1984/1985, 1986/1987, 2005/2006, 2016/2017, 2018/2019
- Ezüst 1996/1997

## Játékoskeret
Utolsó módosítás: 2019. augusztus 4.
| # |              | Poszt | Név              |
| - | ------------ | ----- | ---------------- |
|   | Magyarország | K     | Ersei Patrik     |
|   | Magyarország | K     | Szalai Alex      |
|   | Magyarország | K     | Gönczi Dominik   |
|   | Magyarország | V     | Lami Bálint      |
|   | Magyarország | V     | Barta Barnabás   |
|   | Magyarország | V     | Vastag Richárd   |
|   | Magyarország | V     | Vekker Dávid     |
|   | Magyarország | V     | Telek Martin     |
|   | Magyarország | V     | Molnár Markó     |
|   | Magyarország | V     | Csizmadia Róbert |
|   | Magyarország | KP    | Pallagi Gábor    |
|   | Magyarország | KP    | Mátyás Zsolt     |

| # |              | Poszt | Név             |
| - | ------------ | ----- | --------------- |
|   | Magyarország | KP    | Gábriel Adrián  |
|   | Magyarország | KP    | Kovács Kristóf  |
|   | Magyarország | KP    | Klinger Olivér  |
|   | Magyarország | KP    | Ondrik Balázs   |
|   | Kuba         | KP    | Adrian Camacho  |
|   | Magyarország | KP    | Kócsa Tamás     |
|   | Magyarország | KP    | Csillik Levente |
|   | Magyarország | KP    | Balga Balázs    |
|   | Magyarország | CS    | Szita Bence     |
|   | Magyarország | CS    | Gál Szilárd     |
|   | Magyarország | CS    | Pistyúr Dávid   |
|   | Magyarország | CS    | Péter Bence     |

## Külső hivatkozások
- MLSZ Nógrád Megyei Igazgatóságának honlapja